# Гранников, Александр Александрович
Алекса́ндр Алекса́ндрович Гра́нников (28 августа 1858 — 12 августа 1914) — русский офицер (полковник), герой Первой мировой войны.

## Биография
Православный.
Окончил духовную семинарию и Казанское пехотное юнкерское училище по 2-му разряду (1877), откуда был выпущен прапорщиком в 45-й пехотный Азовский полк.
Чины: подпоручик (1880), поручик (1885), штабс-капитан (1891), капитан (1900), подполковник (1904), полковник (за боевые отличия, 1905).
Участвовал в русско-турецкой войне 1877—1878 годов, за отличия был награждён орденом Святой Анны 4-й степени.
Окончил Офицерскую стрелковую школу. Командовал ротой (десять с половиной лет) и батальоном (три с половиной года) 45-го пехотного Азовского полка.
Участвовал в русско-японской войне, с 15 мая по 7 сентября 1905 года командовал 242-м пехотным Белебеевским полком. Был контужен. Затем командовал 243-м Златоустовским резервным батальоном (1905—после 1907). На 1 января 1909 года состоял в 163-м пехотном Ленкоранско-Нашебургском полку.
7 июня 1910 года назначен командиром 109-го пехотного Волжского полка, с которым вступил в Первую мировую войну. Участвовал в походе в Восточную Пруссию, 6 августа 1914 года в бою у поселка Покальнишкен был ранен в голову. Через несколько дней скончался от ран в военном госпитале Ковны.
Посмертно произведен в чин генерал-майора и награждён орденом Святого Георгия 4-й степени. Похоронен в Астрахани. Был женат, имел дочь.

## Награды
- Орден Святой Анны 4-й ст. (1878);
- Орден Святого Владимира 4-й ст. с бантом за 25 лет выслуги (1902);
- Орден Святого Станислава 2-й ст. (1903);
- Орден Святой Анны 2-й ст. с мечами (1905)
- Орден Святого Владимира 3-й ст. (1911);
- Орден Святого Георгия 4-й ст. (ВП 26.04.1915).